# Грабовина
Грабовина је насељено мјесто у Босни и Херцеговини у граду Чапљина које административно припада Федерацији Босне и Херцеговине. Према попису становништва из 2013. у насељу је живјело 960 становника.

## Становништво
| Демографија | Демографија | Демографија |
| Година      | Становника  | Становника  |
| ----------- | ----------- | ----------- |
| 1961.       | 339         |             |
| 1971.       | 555         |             |
| 1981.       | 713         |             |
| 1991.       | 947         |             |
| 2013.       | 960         |             |